# Puncia novozealandica
Puncia novozealandica är en kräftdjursart som beskrevs av N. de B. Hornibrook 1949. Puncia novozealandica ingår i släktet Puncia och familjen Punciidae. Inga underarter finns listade i Catalogue of Life.